# Reventazón (Costa Rica)
Reventazón es un distrito del cantón de Siquirres, en la provincia de Limón, de Costa Rica.

## Historia
Reventazón fue creado el 16 de octubre de 2018 por medio de Decreto Ejecutivo N°040-2018-MGP.

## Geografía
Cuenta con una altitud de 14 m s. n. m.

## Demografía
Al ser un distrito de reciente creación, no se cuentan con datos demográficos por censo ni estimaciones.

## Localidades
- Cabecera: Nueva Esperanza
- Poblados: Ángeles, Boca Pacuare, Boca Parismina (Barra Parismina), Carmen, Caño Blanco, Celina, Ciudadela Flores, Dos Bocas (Suerre), Encanto Norte, Encanto Sur, Imperio, Islona, Nueva Virginia, Maryland, Pueblo Civil, Santo Domingo y Vegas de Imperio.

## Transporte

### Carreteras
Al distrito lo atraviesan las siguientes rutas nacionales de carretera:
- Ruta nacional 806